# Перминовская
 Перминовская  — опустевшая деревня в Шабалинском районе Кировской области. Входит в состав Высокораменского сельского поселения.

## География
Расположена на расстоянии примерно 24 км по прямой на юг от райцентра поселка Ленинского.

## История
Известна была с 1873 года как починок Перминовский, в котором отмечено было дворов 12 и жителей 88, в 1905 (Перминовский или Высокая) 40 и 325, в 1950 (деревня Перминовская) 22 и 79, в 1989 5 жителей.

## Население
Постоянное население составляло 6 человек (русские 100%) в 2002 году, 0 в 2010.